# Iñaki Oyarzábal
Pour les articles homonymes, voir Oyarzábal.
Iñaki Oyarzábal de Miguel, né le 19 juin 1966, est un homme politique espagnol membre du Parti populaire (PP).

## Biographie

### Vie privée
Il est célibataire. Il réalise publiquement son coming-out en juin 2012.

### Activités politiques
Il est conseiller municipal de Vitoria-Gasteiz de 1995 à 1999. En 1994, il est élu député au Parlement basque et accomplit six mandats, soit jusqu'en 2015. Il est porte-parole adjoint du groupe populaire.
De 2000 à 2008, il est secrétaire général populaire d'Alava puis, de 2008 à 2014, secrétaire général de la fédération populaire du Pays basque. En 2012, il est nommé secrétaire aux Droits et libertés du Parti populaire. Le 3 janvier 2017, il est élu président du PP d'Alava.
Le 20 décembre 2015, il est élu sénateur pour Alava au Sénat et réélu en 2016.